# شاذلية سعيدة فرحات
شاذلية سعيدة فرحات السبسي (1 أغسطس 1936 – 15 سبتمبر 2019) محامية وسياسية تونسية، كانت السيدة الأولى لتونس من عام 2014 إلى 2019 بصفتها زوجة الرئيس الباجي قائد السبسي. تُعد خامس سيدة أولى في تاريخ تونس، والثانية بعد الثورة التونسية.

## حياتها
وُلدت في 1 أغسطس 1936. تزوجت من الباجي قائد السبسي، المحامي والسياسي الذي كان يكبرها بـ 11 عامًا، في 8 فبراير 1958. أنجب الزوجان أربعة أبناء: ابنتان هما أمل وسلوى، وابنان هما محمد حافظ وخليل.
أصبحت فرحات السبسي السيدة الأولى لتونس في 31 ديسمبر 2014 بعد تنصيب زوجها رئيسًا للبلاد. ورد أنها لم تكن مرتاحة لفكرة الانتقال إلى قصر قرطاج الرئاسي بسبب بُعده عن أسرتها. خلال فترة توليها منصب السيدة الأولى، كان لها حضور بارز في الساحة العامة وفي الكواليس أكثر من السيدة الأولى السابقة  بياتريس راين.

## وفاتها
توفيت فرحات السبسي إثر نوبة قلبية في 15 سبتمبر 2019 عن عمر ناهز 83 عامًا، وذلك بعد أقل من شهرين من وفاة زوجها، وفي نفس اليوم الذي جرت فيه الانتخابات الوطنية لاختيار خليفة دائم للرئيس السبسي.